# Montseny
|  | Aquest article tracta sobre el municipi del Vallès Oriental. Vegeu-ne altres significats a «Montseny (desambiguació)». |

Montseny és un municipi de la comarca del Vallès Oriental. Forma part de la subcomarca del Baix Montseny.
Al Montseny hi són abundants les pissarres i el granit, però també s'hi troba l'estranya mica lepidolita. En el seu terme es troba l'antic priorat benedictí de Sant Marçal de Montseny.

## Geografia
- Llista de topònims de Montseny (Orografia: muntanyes, serres, collades, indrets..; hidrografia: rius, fonts...; edificis: cases, masies, esglésies, etc).

El municipi de Montseny, conegut antigament amb el nom del titular de la seva parròquia, Sant Julià del Montseny, té actualment una extensió de 26,8 km², està situat al vessant meridional de la muntanya del Montseny i és l'únic poble del massís que en manté el nom. El seu relleu és molt accidentat, ja que s'estén des dels cims de Matagalls i les Agudes, al voltant dels 1.700 metres d'altitud, fins més avall del nucli principal del poble, que està situat al voltant de l'església parroquial, a una cota de 530 metres.
El municipi, situat a la comarca del Vallès Oriental, termeneja amb les comarques d'Osona i de la Selva i té forma triangular. Al nord, des del cim de Matagalls (1.694 m), on coincideix amb Viladrau i El Brull, el terme arriba al coll de Sant Marçal, exactament fins a la Taula dels Tres Bisbes (anomenada així, ja que allà coincideixen els límits dels bisbats de Barcelona, Girona i Vic), on limita amb el terme de Viladrau i Arbúcies. D'aquest indret i fins al cim de les Agudes (1.706 m), Montseny limita amb Fogars de Montclús. Per l'altre extrem del seu terme, al sud-oest, limita amb els municipis de Tagamanent, Cànoves i Samalús i Sant Pere de Vilamajor, mentre que pel sud-est ho fa amb la parròquia de la Costa del Montseny, que pertany al municipi de Fogars de Montclús.

## Clima
És difícil establir unes característiques geogràfiques homogènies (clima, relleu, vegetació...) en un terme municipal amb un relleu tan accidentat i muntanyós i amb un desnivell de nord a sud que arriba als 1.200 metres. La Tordera, que neix a la Font Bona de Sant Marçal, travessa bona part del terme, i recull les aigües d'una sèrie de rieres i torrents (curts, accidentats i de cabal irregular): Riera del Teix i de la Xica, a més dels torrents del Sot de les Illes, del Sot dels Castellets, del Sot Mal, del Sot de la Pomereta i altres de menors que s'alimenten de les aigües que davallen dels cims de Matagalls i Les Agudes.

## Vegetació
El relleu accidentat i l'orientació fan que el clima i la vegetació en siguin ben diversos. El clima rigorós de l'alta muntanya no té res a veure amb el clima benigne de les planes i terrasses assolellades on s'assenta el nucli del poble. La vegetació de Montseny també és molt diferenciada, en funció de l'altitud: va des del matollar de ginebró dels cims als alzinars típics de les parts més baixes del terme. Enmig, podem trobar els alzinars muntanyencs amb falgueres i obagues de castanyers al voltant dels 900-1.000 metres, algunes fagedes als 800 metres i alguna capa d'avets a alçada superior, a més de la típica vegetació de ribera en les proximitats dels nombrosos cursos d'aigua.
Entre l'exuberant vegetació que podem contemplar a Montseny destaca un exemplar excepcional: el boix de l'Església, ubicat al pati que hi ha al seu davant, i que l'any 1990 va ser declarat arbre monumental per la Generalitat de Catalunya. A la major part de finques també trobem arbres monumentals: roures alzines anomenats glaneres.

## Demografia
| 1497 f | 1515 f | 1553 f | 1717 | 1787 | 1857 | 1877 | 1887 | 1900 | 1910 |
| ------ | ------ | ------ | ---- | ---- | ---- | ---- | ---- | ---- | ---- |
| 25     | 28     | 22     | 271  | 320  | 506  | 389  | 442  | 424  | 441  |

| 1920 | 1930 | 1940 | 1950 | 1960 | 1970 | 1981 | 1990 | 1992 | 1994 |
| ---- | ---- | ---- | ---- | ---- | ---- | ---- | ---- | ---- | ---- |
| 424  | 384  | 535  | 409  | 397  | 307  | 269  | 272  | 291  | 291  |

| 1996 | 1998 | 2000 | 2002 | 2004 | 2006 | 2008 | 2010 | 2012 | 2014 |
| ---- | ---- | ---- | ---- | ---- | ---- | ---- | ---- | ---- | ---- |
| 286  | 286  | 301  | 295  | 313  | 299  | 320  | 312  | 303  | 332  |

| 2016 | 2018 | 2020 | 2022 | 2024 | 2026 | 2028 | 2030 | 2032 | 2034 |
| ---- | ---- | ---- | ---- | ---- | ---- | ---- | ---- | ---- | ---- |
| 320  | 321  | 351  | 370  | 380  | -    | -    | -    | -    | -    |